# NGC 258
NGC 258 é uma galáxia espiral (Sb) localizada na direcção da constelação de Andromeda. Possui uma declinação de +27° 39' 28" e uma ascensão recta de 0 horas, 48 minutos e 12,8 segundos.
A galáxia NGC 258 foi descoberta em 22 de Dezembro de 1848 por William Parsons.